# Thessalos von Tralleis
Thessalos von Tralleis († spätestens 79), latinisiert Thessalus, war ein griechischer Arzt aus Karien. Er lebte und wirkte in Rom und war als Nachfolger Themisons der führende Vertreter der medizinischen Schule der Methodiker.
Die wenigen bekannten Tatsachen seines Lebens werden von den ebenfalls in Rom wirkenden Gelehrten Galen und von Plinius dem Älteren überliefert. Thessalos, genannt auch Thessalos aus Tralles, stammte aus Tralleis und verbrachte als Sohn eines wenig begüterten (μοχδηρώς = elend, kummervoll) Vaters die Jugend wollezupfend im Frauenhaus. Trotzdem gelang ihm der Aufstieg zum bekannten und als Praktiker erfolgreichen Arzt. Er richtete einen Brief an Kaiser Nero, in dem er sich rühmte, eine medizinische Schule gegründet zu haben, die alle vorangegangenen übertreffe. Das Gefolge, mit dem er in der Öffentlichkeit auftrat, übertraf das der Schauspieler und Rennfahrer seiner Zeit und sein Grabmal auf der Via Appia ließ er mit der Aufschrift iatronicen („Besieger der Ärzte“, „Sieger unter allen Ärzten“) versehen.
Caelius Aurelianus bezeichnet ihn als unus e principibus nostris, also als einen der führenden Ärzte der Methodiker. Er zitiert auch aus zwei Büchern des Thessalos (De regulis, „Über die gesunde Lebensweise“) und erwähnt ein Buch über Chirurgie. Insgesamt nennt er Thessalos aber nicht so häufig wie andere Ärzte der Methodiker, weist ihm auch Behandlungsfehler nach und sogar proterua festinatio (= unverantwortliche Übereilung).
Auch Galen spricht sich häufig negativ über Thesallos aus, insbesondere auch über seine Lehrtätigkeit: dass er verspricht, die ärztliche Kunst mehreren Schülern zugleich in sechs Monaten zu vermitteln, empört ihn. Allerdings ist das negative Urteil Galens nicht frei von Berufsneid. Thessalos hat die methodische Schule weiterentwickelt, insbesondere die Trennung der Behandlung der akuten und chronischen Krankheiten, die er erstmals deutlich voneinander unterschied.
Von den Werken des Thessalos, die auch Galen erwähnt, hat sich nichts erhalten. Nach Caelius Aurelianus wird er auch nicht mehr erwähnt. Ob das erhaltene astrologisch-medizinische Traktat, das mit Thessalos in Verbindung gebracht wurde, von ihm stammt, ist fraglich.